# أطفال القمر (مسرحية)
أطفال القمر (بالإنجليزية: Moonchildren)‏ (كانت تسمى في الأصل السرطان) هي مسرحية للكاتب المسرحي ميخائيل ويلر ومقره بروكلين. تؤرخ المسرحية لمدة عام في حياة «أطفال القمر» المشار إليها في العنوان: ثمانية طلاب جامعيين يعيشون معًا في علية خارج الحرم الجامعي في منتصف الستينيات.

## الإنتاج
نُفذ العمل لأول مرة في عام 1970 بعنوان السرطان في لندن في مسرح رويال كورت تحت إشراف مارتن روزين. قام ويلر بتغيير الاسم إلى أطفال القمر بعد ذلك بوقت قصير من أجل العرض الأمريكي الأول للعمل في مسرح ارينا (واشنطن العاصمة) في نوفمبر 1971، والذي أخرجه آلان شنايدر.
انتقل إنتاج مسرح ارينا إلى المسرح الملكي في برودواي في العام التالي، حيث قدم أول عرض من 28 عرضًا في 11 فبراير 1972. ضم الممثلون كيفن كونواي في دور مايك ومورين أندرمان في دور روث وإدوارد هيرمان في دور كوتي وكريستوفر جيست في دور نورمان وستيفن كولينز في دور ديك وجيل إيكنبيري في دور كاثي وجيمس وودز في دور بوب ريتي وكارا داف-ماكورميك في دور شيلي ودونيغان سميث في دور رالف، روبرت بروسكي في دور السيد ويليس، رون ماكلارتي في دور لاكي، لويس زوريش في دور بريم، بيتر ألزادو في دور إيفينج، سالم لودفيج في دور العم موري، جورج كيرلي في دور والد كوتي، ومايكل تاكر في دور ميلكمان. حازت داف ماكورميك على ترشيح لجائزة توني لأفضل ممثلة مميزة في مسرحية وفاز ويلر بجائزة مكتب الدراما لأفضل كاتب مسرحي واعد. فاز كل من أنديرمان وداف ماكورميك ووودز بجوائز المسرح العالمية لتصويرهم.